# 沈貴妃 (明世宗)
沈貴妃（1520年代?—1581年），名失考，為中國古代明朝皇族女性，明世宗朱厚熜的皇贵妃。
沈氏当在嘉靖九年（1530年）以选美入宮。嘉靖十年（1531年）三月初二日，她与淑女方氏等人同册为九嫔，是为僖嫔。
嘉靖十三年（1534年），皇后张氏被废，方氏被册立为皇后。聪明谨慎的沈僖嫔亦得到赏识。她与生育皇长子的阎丽嫔同样晋封为妃，是为宸妃。嘉靖十五（1536年）九月，沈宸妃与阎丽妃同时晋為贵妃。嘉靖十九年（1540年），她与庄敬太子母王贵妃同日晋升皇贵妃。
沈氏无出，曹端妃在1542年被凌迟处死后。沈氏抚养曹端妃的第二个女儿宁安公主朱祿媜。1555年宁安公主下嫁，入谒沈氏礼数与生母相同。万历九年十月沈氏薨，年60多岁，追谥庄顺安荣贞静皇貴妃，葬在孝洁肃皇后原先所葬的悼陵。